# Индустриальная улица (Чернигов)
Индустриальная улица (укр. Індустріальна вулиця) — улица в Новозаводском районе города Чернигова. Пролегает от улицы Ивана Мазепы до тупика.
Нет примыкающих улиц.

## История
С продлением улицы Щорса (сейчас Ивана Мазепы) на юго-запад за ж/д линию Чернигов—Нежин после Великой Отечественной войны, в 1960-е годы была проложена Индустриальная улица в новом промышленном районе города: между производственным объединением «Химволокно» и «Камвольно-суконным комбинатом».
В 1964 году был основан «Черниговский монтажно-заготовительный завод» (дом № 5) треста «Сантехмонтаж-1» Минмонтажспецстроя УССР. Завод включает участки: котельно-сварочных, трубозаготовительных работ, производства вентиляционных систем. Основная продукция: воздуховоды металлические, узлы и детали из стальных труб для внутренних систем, узлы и детали из чугунных труб, блоки нагревательные чугунные, блоки нагревательные конвекторные.   
В 1973 году был основан «Черниговский ремонтно-механический завод» (дом № 17) «Укрремтреста». Предприятие занимается ремонтом автомобилей ГАЗ-53, дизельных двигателей СМД-14, производством ремонтно-технического оборудования.

## Застройка
Улица пролегает в южном направлении. Парная и непарная стороны улицы заняты нежилой застройкой — территория промышленных, коммунальных и строительных предприятий. Парная сторона представлена только одним зданием (№ 2) и занята территорией предприятия «Чексил» (Камвольно-суконный комбинат, улица Ивана Мазепы № 66). 
Учреждения:
1. дом № 3 А — пожарная часть № 11
2. дом № 5 — «Черниговский монтажно-заготовительный завод»
3. дом № 5 В — «Сантехмонтаж-Чернигов»
4. дом № 11 Б — мебельная фабрика «Боярыня»
5. дом № 17 — «Черниговский ремонтно-механический завод»